# Welfesholz
Welfesholz ist ein Ortsteil der Stadt Gerbstedt im Landkreis Mansfeld-Südharz in Sachsen-Anhalt.

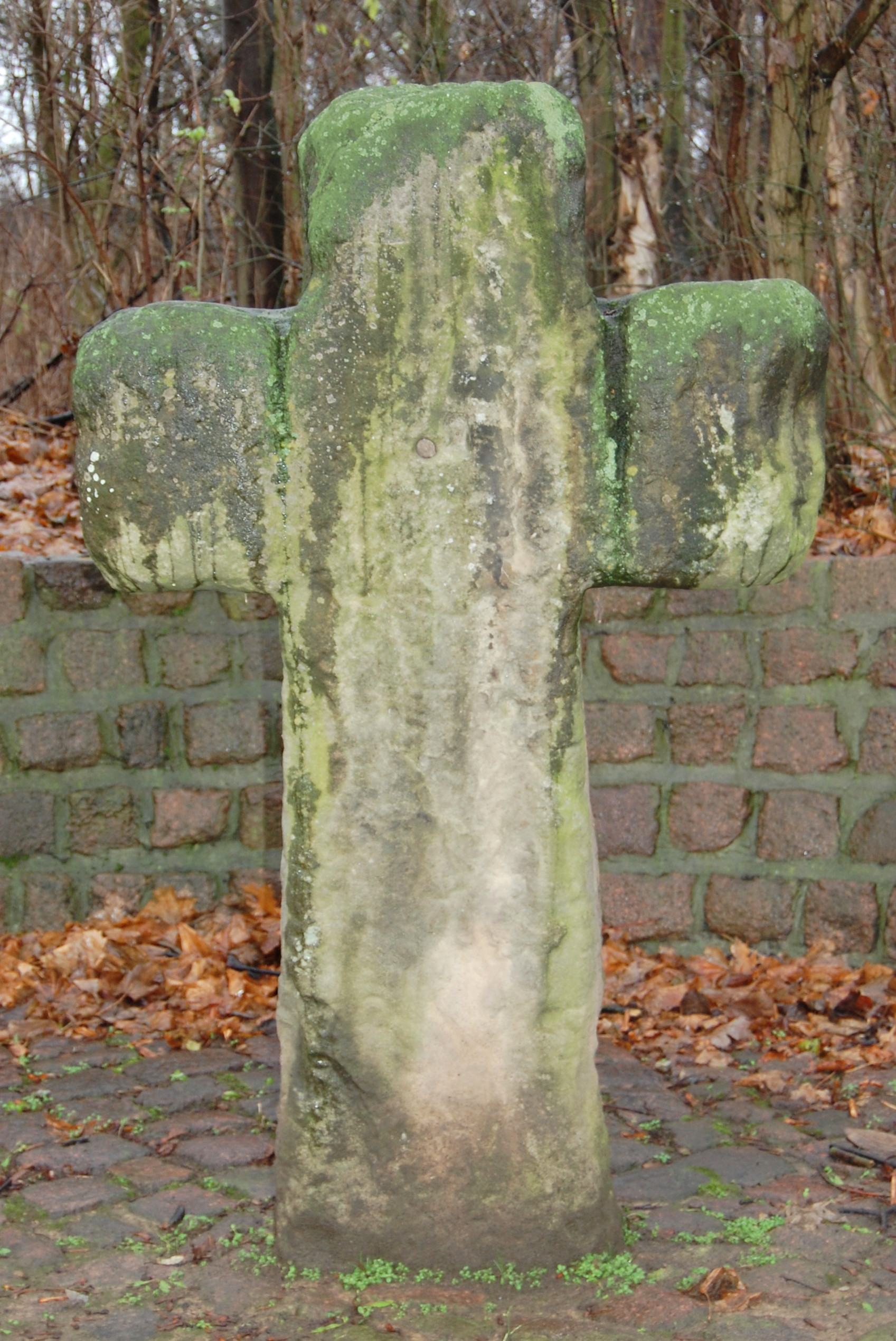
Steinkreuz Welfesholz

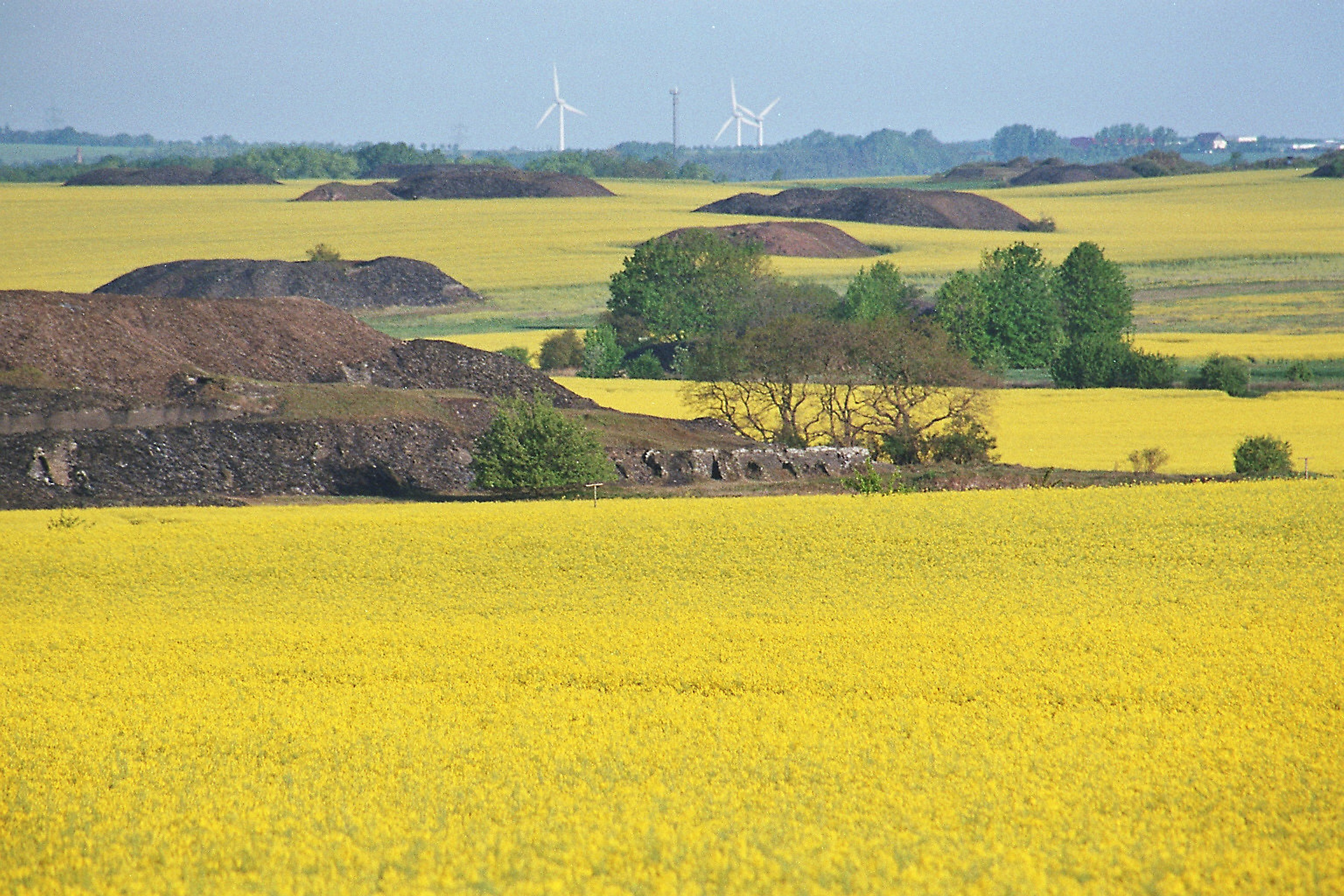
Haldenlandschaft westlich von Welfesholz

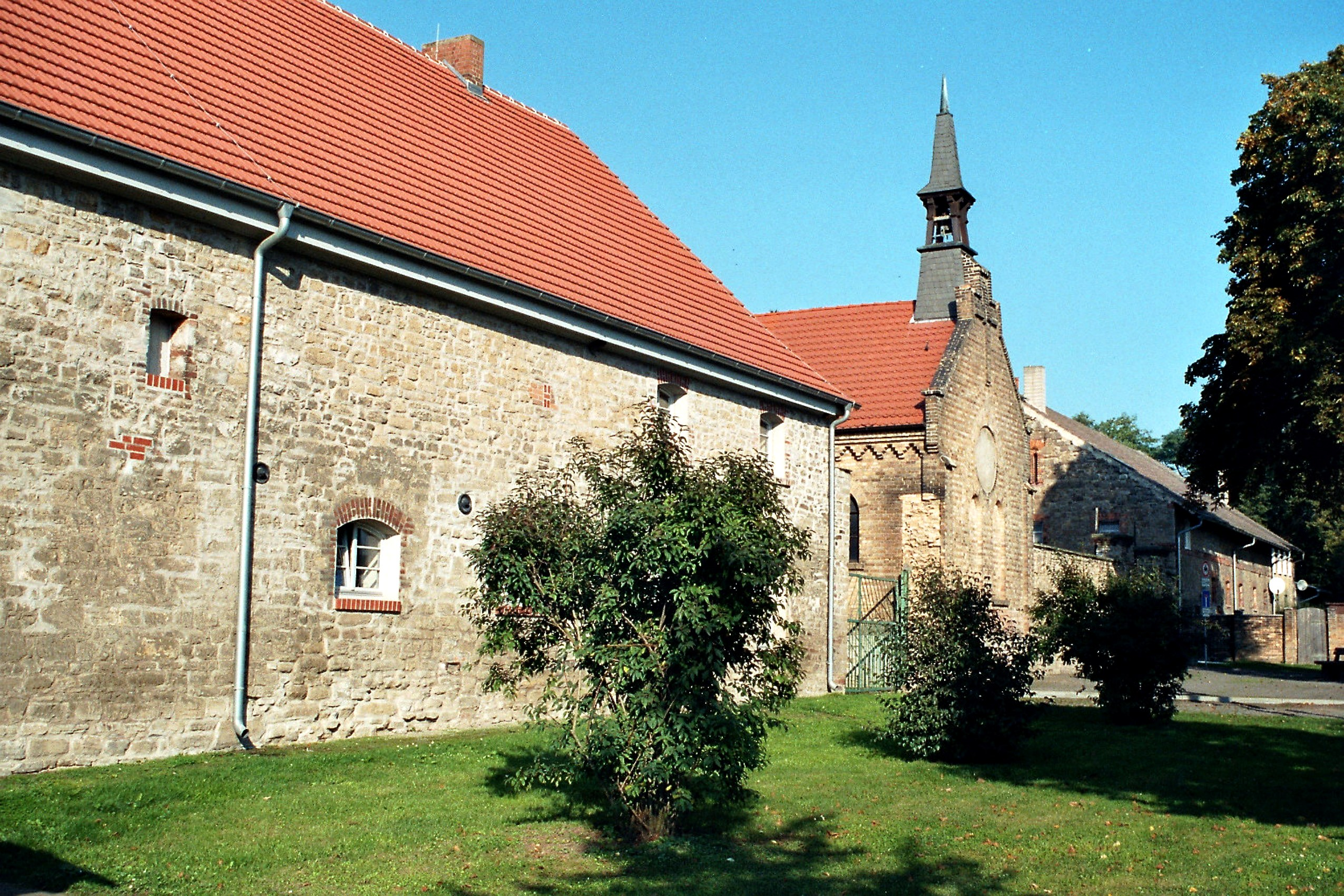
Rittergut Welfesholz

## Geografie

### Geografische Lage
Welfesholz liegt ca. 4 km östlich von Hettstedt und 14 km nördlich von Eisleben an der Kreuzung der L72 und der L158.  Direkt im Westen grenzt das Welfesholz (ein Wäldchen) an. Die mittlerweile stillgelegte Bahnstrecke Halle Klaustor–Hettstedt berührt den Ort im Süden. Im Ort beginnt ein in jüngerer Zeit trocken gefallener Graben, der früher einmal Wasser führte. Er setzt sich weiter nach Westen in Richtung Hettstedt fort. Der nördlich von Welfesholz gelegene Bach Rote Welle fließt noch. Auf halber Strecke zwischen Welfesholz und Sandersleben an seinem Lauf lag die Wüstung Rote Welle. Südöstlich der Ortslage befindet sich der nicht sehr tiefe Kriegs-Grund, Krieg bedeutet hier Grenze. Durch diesen floss der 1826 ausgetrocknete Sohlbach. In einer weiteren Eintiefung südöstlich des Dorfes liegt die Wüstung Nisselsdorf.

### Denkmäler
In Welfesholz und der näheren Umgebung befinden sich mehrere ungewöhnliche Steine. Am nördlichen Ortsausgang steht das aus dem Mittelalter stammende Steinkreuz Welfesholz. Der Feldpredigerstein steht an der Straße nach Gerbstedt. Zu nennen ist auch der sogenannte Verwohrene Stein, ein möglicher Menhir und Nagelstein, mittelgroß und frei stehend, neben einem Jägerstand in einem Feld nordwestlich vom Ort, sowie der Löcherige Stein. Im Ort befindet sich außerdem die um 1900 entstandene Kapelle Welfesholz.

## Geschichte
In der Schlacht am Welfesholz am 11. Februar 1115 kam es zu einer Auseinandersetzung zwischen kaiserlichen und sächsischen Truppen, die die Sachsen für sich entscheiden konnten.
Am 1. Januar 2010 schlossen sich die Gemeinden Welfesholz, Augsdorf, Friedeburgerhütte, Hübitz, Ihlewitz, Rottelsdorf, Siersleben und Zabenstedt mit der Stadt Gerbstedt zur neuen Stadt Gerbstedt zusammen. Die Verwaltungsgemeinschaft Gerbstedt, zu der Welfesholz gehörte, wurde aufgelöst.
Als nach der Eingemeindung in vielen Ortschaften der neuen Stadt Gerbstedt Straßen umbenannt wurden, damit keine doppelten Straßennamen mehr in verschiedenen Ortschaften vorkommen, behielt die einzige Straße in Welfesholz ihren Namen Dorfstraße.

## Wirtschaft und Infrastruktur
Wirtschaftliche Grundlage des Dorfes ist die Landwirtschaft.

### Verkehr
Welfesholz ist durch Landesstraßen mit Sandersleben im Norden, Gerbstedt im Osten und Siersleben im Süden verbunden (siehe Liste der Landesstraßen in Sachsen-Anhalt). Zum nächsten Bahnhof in Hettstedt sind es in westlicher Richtung 4 km über eine weitere Landesstraße.

## In Welfesholz geborene Persönlichkeiten
- Bernd Grothe (1906 – 1977), Maler und Grafiker

## Persönlichkeiten mit Bezug zu Welfesholz
- Hoyer I. von Mansfeld, war Feldmarschall von Kaiser Heinrich V. und ist hier gestorben.